# Zjanna Pintusevitj-Block
Zjanna Pintusevitj-Block (ukrainska: Җанна Пінтусевич-Блок), född 6 juli 1972, Nizhyn, Ukrainska SSR, Sovjetunionen, är en före detta ukrainsk friidrottare som tävlade i kortdistanslöpning och tillhörde 1990-talet stora stjärnor. 
Pintusevitj-Block genombrott kom när hon vid Inomhus VM 1993 blev trea på 60 meter. Vid EM 1994 i Helsingfors blev hon silvermedaljör på både 100 meter och 200 meter. Hon följde upp det med att bli femma på 100 meter vid VM i Göteborg 1995. 
Vid VM 1997 i Aten vann hon guld på 200 meter på tiden 22,32 och silvermedaljör på 100 meter två hundradelar efter segraren Marion Jones. Under EM 1998 blev det ytterligare en silvermedalj på 200 meter, denna gång efter ryskan Irina Privalova. Dessutom blev hon fyra på 100 meter. 
Vid VM i Sevilla 1999 lyckades hon inte försvara sitt guld på 200 meter och blev utslagen redan i kvalet. Däremot blev hon fyra på 100 meter. Hon deltog vid Olympiska sommarspelen 2000 där hon tog sig till final på båda distanserna men slutade utanför medaljplats; fyra på 100 meter (hon kom i mål som femma men Marion Jones, som kom etta, diskvalificerades för doping) och åtta på 200 meter.
Ytterligare en framgång blev VM 2001 där hon något överraskande slog Jones på 100 meter och vann guld på tiden 10,82. Under 2003 började hon året med att bli världsmästare inomhus på 60 meter. Vid VM 2003 utomhus i Paris slutade hon på andra plats på 100 meter efter Torri Edwards och fyra på 200 meter. 
Efter framgången i Paris blev hon både vid Olympiska sommarspelen 2004 och vid VM 2005 utslagen i semifinalen.

## Personliga rekord
- 60 meter inomhus -  7,04
- 100 meter utomhus - 10,82
- 200 meter utomhus - 22,17